# Ханни, Сирли
Сирли Ханни (эст. Sirli Hanni; 27 октября 1985, Вастселийна, Эстонская ССР) — эстонская биатлонистка,  член сборной Эстонии по биатлону.  Начала заниматься биатлоном в 1999 г. С 2002 г. член национальной сборной. В 2004 г. на чемпионате мира по биатлону среди юниоров на дистанции 10 км завоевала серебряную медаль. На Олимпийских Играх 2010 г. в Ванкувере входила в состав национальной сборной. Принимала участие в ЧМ по биатлону 2011 г. в Ханты-Мансийске. Её тренер - Хиллар Цахкна.